# مغير التردد

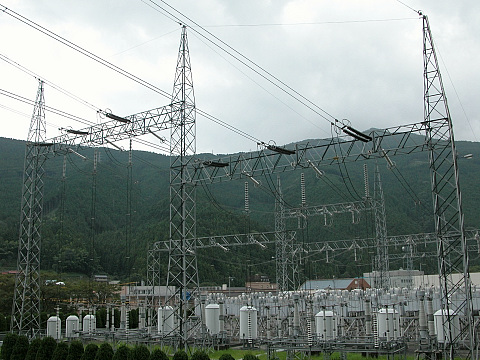
محطة تحويل تردد ساكوما في اليابان

مغير التردد أو محول التردد هو جهاز إلكتروني أو كهربائي ميكانيكي يحول التيار المتردد (AC) من تردد متوفر إلى تيار متناوب بتردد آخر مطلب. قد يقوم الجهاز أيضًا بتغيير الجهد، ولكن إذا حدث ذلك، فإن ذلك يكون عرضيًا لغرضه الرئيسي، حيث أن تحويل الجهد للتيار المتناوب أسهل بكثير من تحويل التردد.